# 6294 Czerny
6294 Czerny è un asteroide della fascia principale. Scoperto nel 1988, presenta un'orbita caratterizzata da un semiasse maggiore pari a 2,2805730 UA e da un'eccentricità di 0,1038911, inclinata di 2,57949° rispetto all'eclittica.
Prende il nome dal compositore austriaco Carl Czerny.